# زائفة أرجنتينية
زائفة أرجنتينية (الاسم العلمي:Pseudomonas argentinensis) هي نوع من البكتيريا تتبع جنس الزائفة من فصيلة الزوائف.